# Comunità montana dell'Aniene
La comunità montana dell'Aniene è la comunità montana del Lazio che raccoglie più comuni. Ha sede in  Madonna della Pace, frazione di Agosta e si trova nella città metropolitana di Roma Capitale.

## Composizione
La Comunità montana dell'Aniene consta dei seguenti comuni:
- Affile
- Agosta
- Anticoli Corrado
- Arcinazzo Romano
- Arsoli
- Bellegra
- Camerata Nuova
- Canterano
- Cerreto Laziale
- Cervara di Roma
- Cineto Romano
- Gerano,
- Jenne
- Licenza
- Mandela
- Marano Equo
- Olevano Romano
- Percile
- Riofreddo
- Rocca Canterano
- Rocca Santo Stefano
- Roccagiovine
- Roiate
- Roviano
- Sambuci
- Saracinesco
- Subiaco
- Vallepietra
- Vallinfreda
- Vicovaro
- Vivaro Romano

## Geografia fisica
La comunità montana dell'Aniene è attraversata dall'omonimo fiume, affluente del Tevere.
Il paesaggio è molto variabile e va dalle alte vette dei Monti Simbruini e Lucretili alle pianure contigue all'Aniene.